# Eilema tanala
Eilema tanala är en fjärilsart som beskrevs av De Toulgoët 1956. Eilema tanala ingår i släktet Eilema och familjen björnspinnare. Inga underarter finns listade i Catalogue of Life.